# Лесная промышленность
Лесная промышленность — совокупность отраслей промышленности, заготавливающих и обрабатывающих древесину.

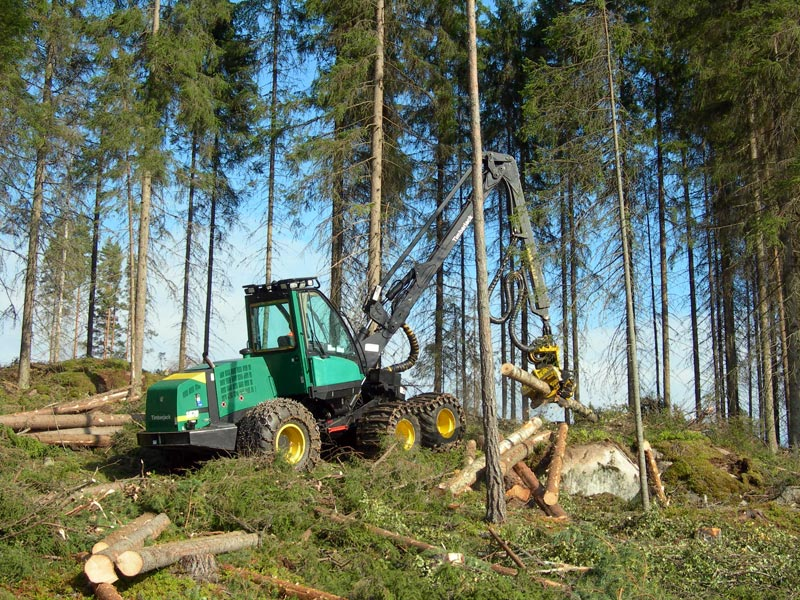
Лесозаготовительный комбайн в работе

Заготовка древесины в странах и районах с ограниченными запасами лесов обычно проводится предприятиями лесного хозяйства — лесхозами, лесничествами и др. В странах и районах с большими запасами лесов естественного происхождения заготовка древесины, включая сплав, носит характер добывающей промышленности и представляет собой самостоятельную отрасль — лесозаготовительную промышленность.
Все производства по обработке и переработке древесины, вместе взятые, образуют лесообрабатывающую промышленность, в составе которой выделяют следующие виды промышленности:
- Деревообрабатывающая промышленность, объединяющая группы предприятий, производящих механическую и частично химико-механическую обработку и переработку древесины;
- Целлюлозно-бумажная промышленность, гидролизная и лесохимическая промышленность, производства которых образуются на базе химической переработки древесины и некоторых недревесных продуктов леса.

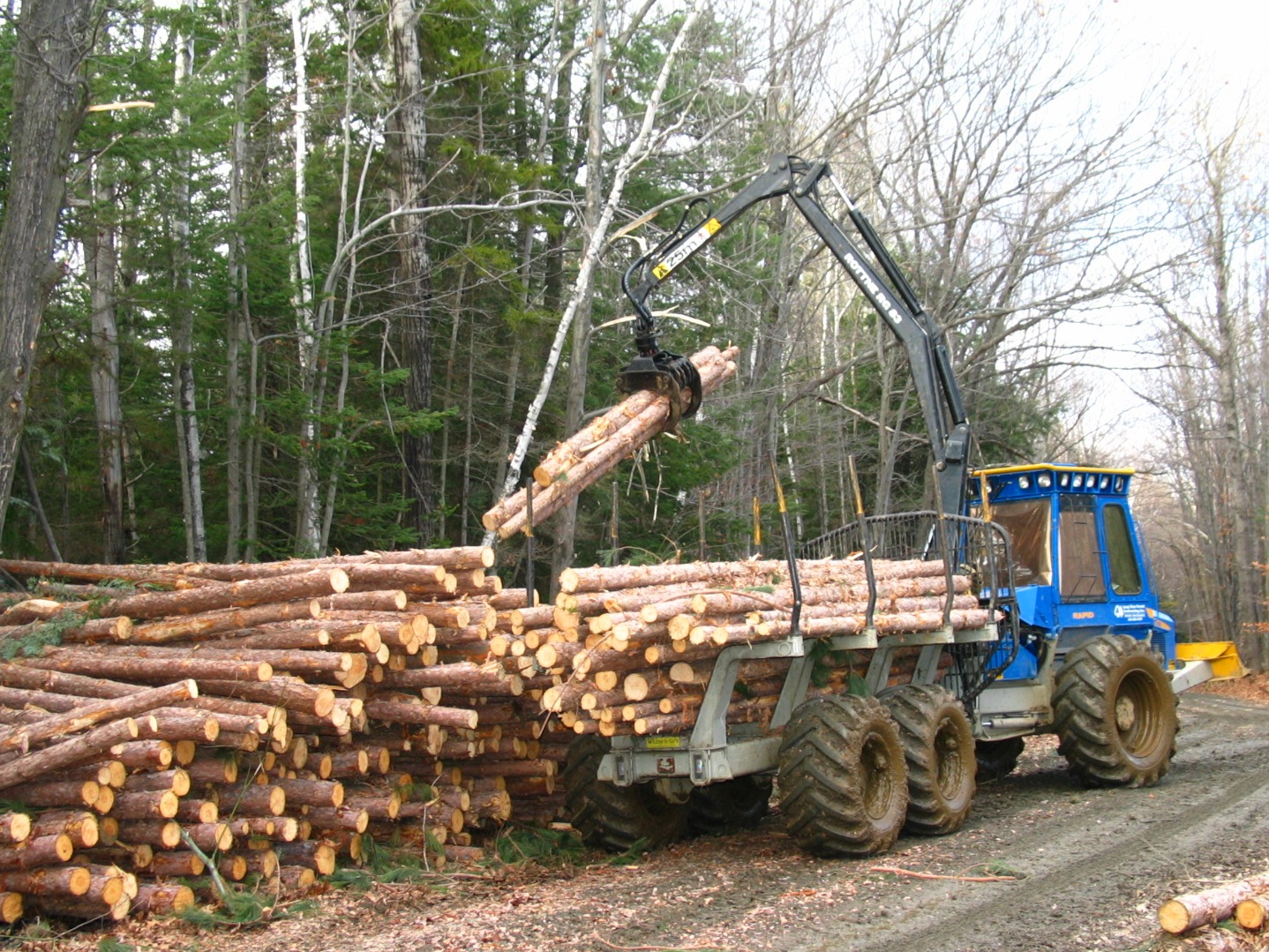
Форвардер в работе